# تالایکان (شهرستان آراوان)
تالایکان (به لاتین: Tölöykön) یک روستا در قرقیزستان است که در شهرستان آراوان واقع شده‌است. تالایکان ۲٬۷۳۵ نفر جمعیت دارد و ۹۵۵ متر بالاتر از سطح دریا واقع شده‌است.